# Destil·lació fraccionada
La destil·lació fraccionada és un procés físic utilitzat en química per separar barreges (generalment homogènies) de líquids mitjançant la calor, i amb un ampli intercanvi calòric i màssic entre vapors i líquids. S'empra principalment quan és necessari separar compostos de substàncies amb punts d'ebullició diferents però propers. Alguns dels exemples més comuns són el petroli, i la producció d'etanol.
La principal diferència que té amb la destil·lació simple és l'ús d'una columna de fraccionament. Aquesta permet un major contacte entre els vapors que ascendeixen amb el líquid condensat que descendeix, per la utilització de diferents "plats" (plaques). Això facilita l'intercanvi de calor entre els vapors (que cedeixen) i els líquids (que reben). Aquest intercanvi produeix un intercanvi de massa, on els líquids amb menor punt d'ebullició es converteixen en vapor, i els vapors de substàncies amb major punt d'ebullició passen a l'estat líquid.
La barreja es posa en l'aparell de destil·lació, que sol consistir en un matràs (o un altre recipient en general esfèric), a la part inferior hi ha unes pedretes que impedeixen que el líquid bulli massa ràpid. A la boca del recipient, a la part superior, hi ha una columna de fraccionament, consistent en un tub gruixut, amb unes plaques de vidre en posició horitzontal. Mentre la barreja bull, el vapor produït puja per la columna, es va condensant en les successives plaques de vidre i torna a caure cap al líquid, produint un reflux destil. La columna s'escalfa des de baix i, per tant, la placa de vidre més calent és a la part inferior, i la més freda a la superior. En condicions estables, el vapor i el líquid de cada placa de vidre estan en equilibri i, només els vapors més volàtils arriben a la part superior en estat gasós. Aquest vapor passa al condensador, que ho refreda i el dirigeix cap a un altre recipient, on es liqua a provar. S'aconsegueix una destil·lació més pura com més plaques de vidre hi hagi a la columna. La part condensada a la placa més propera a l'azeotròpica conté gradualment menys etanol i més aigua, fins que tot l'etanol queda separat de la mescla inicial. Aquest punt es pot reconèixer mitjançant el termòmetre, ja que la temperatura s'elevarà bruscament.